# Nothancyla
Nothancyla is een geslacht van insecten uit de familie van de gaasvliegen (Chrysopidae), die tot de orde netvleugeligen (Neuroptera) behoort.

## Soort
- N. verreauxi Navás, 1910